# Achalinus zugorum
Achalinus zugorum — вид неотруйних змій родини ксенодермових (Xenodermatidae). Описаний у 2020 році дослідниками Смітсонівського національного природничого музею та В'єтнамської академії наук і технологій.

## Етимологія
Вид названо на честь американських герпетологів - куратора відділу рептилій та земноводних Смітсонівського інституту Джорджа Цуга та його дружини Патрісії Цуг, за їхній внесок у вивчення плазунів Південно-Східної Азії та наставництво авторів таксона.

## Поширення
Ендемік В'єтнаму. Виявлений у провінції Хазянг на півночі країни.

## Опис
Тіло темного забарлення з лусками, які на світлі переливаються зеленим та блакитним кольором.